# Florijana Ismaili
Florijana Ismaili (* 1. Januar 1995 in Aarberg; † 29. Juni 2019 bei Musso im Comer See, Italien) war eine Schweizer Fussballspielerin. Sie stand zuletzt bei den YB Frauen unter Vertrag und spielte in der Schweizer Fussballnationalmannschaft der Frauen.

## Karriere

### Verein
Ismaili spielte in ihrer Jugend beim FC Walperswil. Im März 2011 wechselte sie zum neuen Schweizer Meister YB Frauen, der einen Monat nach ihrem Wechsel das Pokalfinale verlor. In der Qualifikationsrunde der UEFA Women’s Champions League 2011/12 erzielte sie im zweiten Spiel beim 7:0 gegen CS Goliador Chișinău bereits in der vierten Minute das 1:0. Als Gruppensieger qualifizierte sich die Mannschaft für das Sechzehntelfinale, verlor dort aber beide Spiele gegen Fortuna Hjørring, im Heimspiel vor der Rekordkulisse von 2'046 Zuschauern. Zuletzt war sie Captain der Mannschaft.

### Nationalmannschaft
Im Jahr 2012 qualifizierte sie sich mit der Schweizer U-17-Nationalmannschaft der Frauen erstmals für die Endrunde der U-17-Europameisterschaft der Frauen und belegte mit ihrer Mannschaft den vierten Platz.
Danach wechselte sie in die U-19-Nationalmannschaft, für die sie am 20. September 2012 ihr erstes Spiel bestritt und insgesamt zu 13 Einsätzen kam, wobei sie fünf Tore erzielte.
Am 16. Januar 2014 kam sie beim Spiel gegen Portugal zu ihrem ersten Länderspiel in der Schweizer Fussballnationalmannschaft der Frauen. In der Folgezeit stand sie regelmässig im Aufgebot und kam zu weiteren Einsätzen, z. B. beim Zypern-Cup 2014 und Algarve-Cup 2015. Im Mai 2015 wurde sie für die Fußball-Weltmeisterschaft der Frauen 2015 nominiert, für die sich die Schweiz erstmals qualifiziert hatte.

## Persönliches
Ismaili, die albanische Wurzeln hatte, wuchs in Worben im Kanton Bern auf. Ihre Eltern stammen aus Preševo und wanderten 1992 aus dem damaligen Jugoslawien in die Schweiz ein. Zuletzt war die Fussballspielerin in einer Teilzeitstelle am Empfang eines Fitness-Studios tätig. Sie war Botschafterin des Credit Suisse Cups, der offiziellen Schweizer Schulfussball-Meisterschaft. 2019 wurde sie als erste Frau zur «Botschafterin des Presheva-Tals» in Serbien ernannt.
Seit dem 29. Juni 2019 galt Ismaili als vermisst, nachdem sie von einem Boot in den Comer See gesprungen war, um sich abzukühlen. Am 2. Juli wurde die Leiche der 24-Jährigen in 204 Metern Tiefe von einem ferngesteuerten Tauchfahrzeug gefunden und später geborgen.